# Sztafeta 4 × 400 metrów
Sztafeta 4 × 400 metrów – konkurencja lekkoatletyczna, jeden z dwóch rodzajów biegów sztafetowych rozgrywanych na międzynarodowych seniorskich zawodach lekkoatletycznych (drugi to sztafeta 4 × 100 metrów).

## Rekordziści

### mężczyźni
- wynik amerykańskiej sztafety 2:54,20 z 1998 roku (skład: Young, Pettigrew, Washington, Johnson) został wymazany z tabel z powodu dopingu Pettigrew.

## Najszybsze sztafety w historii

### mieszane
źródło: strona World Athletics

## Rekordziści w hali

### mężczyźni
- 10.03.2018 sztafeta Uniwersytetu Południowej Kalifornii uzyskała na halowych mistrzostwach NCAA czas 3:00,77, nie został on jednak uznany za rekord świata, ponieważ biegacze nie byli reprezentantami jednego kraju. Na tych samych zawodach jeszcze dwa zespoły pobiegły szybciej niż Polacy. Lepszy czas, 3:01,39, uzyskany przez jednolitą narodowo sztafetę Texas A&M University wciąż (stan na 14.12.2018) nie został jeszcze ratyfikowany przez IAAF.

## Polscy finaliści olimpijscy

### mężczyźni
- 2. Ryszard Podlas, Jan Werner, Zbigniew Jaremski, Jerzy Pietrzyk 3:01,43 1976
- 4. Stanisław Grędziński, Jan Balachowski, Jan Werner, Andrzej Badeński 3:00,58e 1968
- 5. Jan Werner, Jan Balachowski, Zbigniew Jaremski, Andrzej Badeński 3:01,05 1972
- 5. Dariusz Kowaluk, Karol Zalewski, Mateusz Rzeźniczak, Kajetan Duszyński oraz Jakub Krzewina (el.) 2:58,46 2021
- 6. Marian Filipiuk, Ireneusz Kluczek, Stanisław Swatowski, Andrzej Badeński 3:05,3 1964
- 6. Piotr Rysiukiewicz, Tomasz Jędrusik, Piotr Haczek, Robert Maćkowiak, 3:00,96 1996
- 6. Piotr Rysiukiewicz, Robert Maćkowiak, Piotr Długosielski, Piotr Haczek 3:03,22 2000
- 7. Rafał Wieruszewski, Piotr Klimczak, Piotr Kędzia, Marek Plawgo 3:00,32 2008

### kobiety
- 2. Natalia Kaczmarek, Iga Baumgart-Witan, Małgorzata Hołub-Kowalik, Justyna Święty-Ersetic oraz Anna Kiełbasińska (el.) 3:20,53 2021
- 5. Zuzanna Radecka, Monika Bejnar, Małgorzata Pskit, Grażyna Prokopek 3:25,22 2004
- 6. Grażyna Oliszewska, Elżbieta Katolik, Jolanta Januchta, Małgorzata Dunecka 3:27,9 1980

### mieszane
- 1. Karol Zalewski, Natalia Kaczmarek, Justyna Święty-Ersetic, Kajetan Duszyński oraz Dariusz Kowaluk, Iga Baumgart-Witan i Małgorzata Hołub-Kowalik (el.) 3:09,87 2021

## Polscy finaliści mistrzostw świata

### mężczyźni
- 1. Tomasz Czubak, Robert Maćkowiak, Jacek Bocian, Piotr Haczek oraz Piotr Długosielski (el.) 2:58,91 1999
- 3. Tomasz Czubak, Piotr Rysiukiewicz, Piotr Haczek, Robert Maćkowiak 3:00,26 1997
- 3. Rafał Wieruszewski, Piotr Haczek, Piotr Długosielski, Piotr Rysiukiewicz oraz Jacek Bocian (el.) 2:59,71 2001
- 3. Marek Plawgo, Daniel Dąbrowski, Marcin Marciniszyn, Kacper Kozłowski oraz Rafał Wieruszewski i Witold Bańka (el.) 3:00,05 2007
- 5. Piotr Rysiukiewicz, Paweł Januszewski, Robert Maćkowiak, Tomasz Jędrusik 3:03,84 1995
- 5. Marcin Marciniszyn, Robert Maćkowiak, Piotr Rysiukiewicz, Piotr Klimczak oraz Rafał Wieruszewski (el.) 3:00,58 2005
- 5. Marcin Marciniszyn, Piotr Klimczak, Kacper Kozłowski, Jan Ciepiela oraz Rafał Wieruszewski (el.) 3:02,23 2009
- DNF Ryszard Wichrowski, Ryszard Szparak, Andrzej Stępień, Ryszard Podlas 1983

### kobiety
- 2. Iga Baumgart-Witan, Patrycja Wyciszkiewicz, Małgorzata Hołub-Kowalik, Justyna Święty-Ersetic oraz Anna Kiełbasińska 3:21,89 2019
- 3. Aleksandra Gaworska, Iga Baumgart-Witan, Małgorzata Hołub-Kowalik, Justyna Święty-Ersetic 3:25.41 2017
- 4. Anna Guzowska, Monika Bejnar, Grażyna Prokopek, Anna Jesień oraz Zuzanna Radecka (el.) 3:24,49 2005
- 5. Monika Bejnar, Małgorzata Pskit, Anna Jesień, Grażyna Prokopek oraz Anna Guzowska (el.) 3:26,64 2003
- 6. Zuzanna Radecka-Pakaszewska, Grażyna Prokopek, Ewelina Sętowska-Dryk, Anna Jesień oraz Agnieszka Karpiesiuk (el.) 3:26,49 2007
- 7. Aleksandra Pielużek, Grażyna Prokopek, Aneta Lemiesz, Małgorzata Pskit 3:27,78 2001

### mieszane
- 5. Wiktor Suwara, Rafał Omelko, Iga Baumgart-Witan, Justyna Święty-Ersetic oraz Anna Kiełbasińska i Małgorzata Hołub-Kowalik (el.) 3:12,33 2019